# الیور بل
الیور بل (انگلیسی: Oliver Bell؛ زادهٔ ۱۳ مهٔ ۲۰۰۴) بازیگر اسکاتلندی‌تبار اهل ایالات متحده آمریکا است.
از فیلم‌ها یا برنامه‌های تلویزیونی که وی در آن نقش داشته است می‌توان به نوعی زیبایی، سیلم و وست‌ورلد اشاره کرد.